# Giada Perissinotto
Giada Perissinotto (ur. 5 stycznia 1973 w Rzymie) – włoska rysowniczka.
Przez dwa lata studiowała w Akademii Mody i Stroju, następnie ukończyła Rzymską Szkołę Komiksu. W 2000 roku ukazał się jej debiutancki komiks pt. "Ziemia ludzi". W 2001 rozpoczęła współpracę z Disneyem. Od 2002 roku jest związana z włoską redakcją komiksu W.I.T.C.H., do którego tworzy okładki i ilustracje.
W marcu 2003 roku gościła na 3 Warszawskich Spotkaniach Komiksowych.